# 니넬 콘데
니넬 콘데(Ninel Conde, 1970년 9월 29일 ~ )는 멕시코의 배우, 가수, 모델, 사회자이다.

## 음반 목록
- Ninel Conde (2003)
- La Rebelde (2005)
- Ayer y Hoy (2011)